# 杂色钟报春
杂色钟报春（学名：Primula alpicola），为报春花科报春花属下的一个植物种。